# Los productores (musical)
Los productores es un musical con libreto, música y letras de Mel Brooks, escrito en colaboración con Thomas Meehan. Está basado en la película homónima de 1967 y, al igual que esta, narra la historia de dos empresarios teatrales que planean hacerse ricos produciendo el mayor fracaso de Broadway. La obra se caracteriza por un sentido del humor irreverente apoyado en acentos exagerados, caricaturas de personajes judíos, gays y nazis, y chistes sobre el propio mundo del espectáculo.
La producción original de Broadway se estrenó en 2001, con Nathan Lane y Matthew Broderick en los papeles principales, y batió todos los récords al ganar doce premios Tony. A la puesta en escena neoyorquina le siguieron una réplica en el West End londinense, varias giras por Estados Unidos y Reino Unido, numerosos montajes internacionales y una adaptación cinematográfica en 2005.

## Argumento

### Acto I
Nueva York, 1959. La historia arranca a la salida del Shubert Theatre, el teatro de Broadway con mayor cantidad de éxitos acumulados. Aunque no precisamente esta noche («Opening Night»). Acaba de bajar el telón el último fracaso del productor Max Bialystock, una versión musical de Hamlet titulada Funny Boy. Abatido y enfadado al mismo tiempo, Max declara en el callejón trasero del teatro que una vez fue (y volverá a ser) el rey de Broadway («The King of Broadway»).
Días más tarde, un tímido contable llamado Leo Bloom aparece en la oficina de Max para revisar sus números. Sin querer, Leo descubre que un productor puede generar más dinero con un fracaso que con un éxito: «Usted puede pedir a los inversores un millón de dólares, gastar cien mil, y guardarse el resto». Max se entusiasma con la idea e implora a Leo para que le ayude a llevar a cabo la estafa («We Can Do It»).
De regreso a su miserable escritorio en la oficina de contables, Leo da rienda suelta a su imaginación y sueña con ser un famoso empresario de Broadway rodeado de hermosas coristas («I Wanna Be a Producer»). Cansado de su gris existencia, Leo renuncia a su trabajo para asociarse con Max y juntos forman la productora teatral «Bialystock & Bloom» («We Can Do It (Reprise)»). La primera tarea de los nuevos socios es encontrar la peor obra teatral jamás escrita que garantice un fracaso la misma noche del estreno. Y no tardan en dar con ella: Primavera para Hitler, un auténtico despropósito firmado por un trastornado autor neonazi y amante de las palomas llamado Franz Liebkind.
Max y Leo se reúnen con Franz en la terraza de su apartamento en el Greenwich Village, donde el desequilibrado escritor vive recordando los viejos días de gloria y cuidando de sus palomas («In Old Bavaria»). Franz se niega a cederles los derechos de su obra a menos que entonen con él la canción favorita de Adolf Hitler («Der Guten Tag Hop-Clop») y reciten el juramento de Sigfrido. Max y Leo acceden y consiguen el permiso para producir Primavera para Hitler.
La próxima parada es la residencia de Roger De Bris, el peor director de todo Broadway, quien vive en una mansión del Upper East Side con su asistente Carmen Ghia. Roger les recibe ataviado con un vestido que recuerda al Edificio Chrysler y les deja claro que no quiere saber nada de obras oscuras y deprimentes. Acompañado de Carmen y su equipo habitual de colaboradores, Roger proclama su credo a la hora de dirigir un musical: «Hazlo gay» («Keep It Gay»). Finalmente, Max y Leo logran persuadir a Roger haciéndole ver que Primavera para Hitler podría suponer su pasaporte al premio Tony.
Con los derechos de la peor obra jamás escrita y un contrato firmado por el director más desastroso de Broadway, Max y Leo regresan triunfantes a su oficina. Allí reciben la inesperada visita de Ulla, una exuberante sueca que busca trabajo en el mundo del espectáculo («When You've Got It, Flaunt It»). Los productores quedan deslumbrados por la belleza de Ulla y la contratan de inmediato.
El último paso es conseguir dos millones de dólares de los inversores y Max lo logra fácilmente seduciendo a todas las ancianitas adineradas de Nueva York («Along Came Bialy»). El primer acto finaliza con la compañía al completo celebrando el inminente estreno de Primavera para Hitler, un nuevo musical neonazi de Bialystock & Bloom («Act I Finale»).

### Acto II
La oficina de Bialystock & Bloom luce un aspecto completamente nuevo (y sueco) desde la llegada de Ulla. Leo y Ulla se quedan a solas y, sin Max a la vista, se confiesan su amor mutuo («That Face»).
Durante las audiciones para el papel de Adolf Hitler, Franz se presenta a la prueba y arrasa con el resto de los candidatos interpretando la popular melodía «Haben Sie Gehört Das Deutsche Band?» al más puro estilo Broadway.
Por fin llega la noche de estreno de Primavera para Hitler en el Shubert Theatre («Opening Night (Reprise)»). Antes de entrar al teatro, Leo desea inocentemente «buena suerte» a la compañía ante el horror de unos supersticiosos Roger, Carmen y Franz («You Never Say Good Luck on Opening Night»). Mientras tanto, Max, para asegurar el fracaso, va deseando «buena suerte» a todo aquel con el que se cruza. Y como no podía ser de otra manera, la obra se gafa y Franz se rompe una pierna justo antes de comenzar la función. Como Roger es el único que se sabe el texto, no le queda más remedio que asumir el rol de Hitler en sustitución de Franz.
Sobre el escenario, Roger interpreta a un Hitler tan extravagante y exagerado («Springtime for Hitler») que los críticos se toman el espectáculo como un gran parodia y se deshacen en elogios, catalogándolo como «una obra de arte satírica», «un éxito sorprendente», y «el mejor musical de la década». Desconcertados, Max y Leo se refugian en su oficina y se preguntan continuamente qué es lo que han hecho bien («Where Did We Go Right?»). Como Primavera para Hitler se convierte en un éxito, la estafa queda al descubierto y finalmente Max es arrestado, mientras Leo y Ulla escapan a Río de Janeiro con los dos millones de dólares.
Solo en su celda y a la espera de ser juzgado, un encolerizado Max recibe una postal de Leo y Ulla contándole lo bien que se lo están pasando en Río sin él («Betrayed»). Llega el día del juicio y Max es declarado culpable. Pero cuando está a punto de ser sentenciado, Leo irrumpe en la sala para testificar en su favor, ya que a pesar de haber cumplido sus sueños, se ha dado cuenta de todo lo que Max significa para él («Till Him»). Sin embargo, el alegato de Leo no convence al tribunal y los dos son condenados a cinco años de prisión en la penitenciaría de Sing Sing.
En la cárcel, Max y Leo montan un musical con sus compañeros de prisión titulado Presos de amor («Prisoners of Love») y el gobernador del estado les concede el indulto por haber traído la felicidad y la alegría al corazón de cada criminal, violador y maníaco sexual de Sing Sing.
Ya en libertad, Max y Leo llevan Presos de amor a Broadway, donde el espectáculo es presentado por todo lo alto en el escenario del Shubert Theatre, protagonizado por Roger y Ulla («Prisoners of Love (Reprise)»). Max y Leo vuelven a estar en la cima del mundo como los productores de Broadway más exitosos del momento («Leo and Max»). Como despedida definitiva, toda la compañía regresa para interpretar una última canción («Goodbye!»).

## Desarrollo
El productor teatral David Geffen fue quien convenció a Mel Brooks para convertir su película en un musical. En un principio, Brooks se reunió con Jerry Herman y le pidió que se hiciese cargo de la partitura. Sin embargo, Herman rechazó el trabajo y sugirió que fuese el propio Brooks quien compusiese las canciones. El siguiente paso fue contratar a Thomas Meehan para que colaborase con Brooks en la escritura del libreto y convencer a Mike Ockrent y a su esposa Susan Stroman para que se uniesen al equipo creativo como director y coreógrafa respectivamente. Tras de la muerte de Ockrent en 1999, Stroman continuó como coreógrafa y además asumió las tareas de dirección. 

## Producciones

### Broadway
Antes de su llegada a Broadway, Los productores se representó a modo de prueba en el Cadillac Palace Theatre de Chicago entre el 1 y el 25 de febrero de 2001, con la misma compañía que después iría a Nueva York.
La producción original de Broadway debutó el 19 de abril de 2001 en el St. James Theatre y realizó un total de 2 502 funciones regulares y 33 previas, bajando el telón por última vez el 22 de abril de 2007. Dirigido y coreografiado por Susan Stroman, el espectáculo contó con diseño de escenografía de Robin Wagner, diseño de vestuario de William Ivey Long, diseño de iluminación de Peter Kaczorowski, diseño de sonido de Steve Canyon Kennedy, orquestaciones de Doug Besterman, arreglos de Glen Kelly y dirección musical de Patrick S. Brady. El reparto estuvo encabezado por Nathan Lane como Max Bialystock, Matthew Broderick como Leo Bloom, Cady Huffman como Ulla, Gary Beach como Roger De Bris, Roger Bart como Carmen Ghia y Brad Oscar como Franz Liebkind.
Los productores fue reconocido con doce premios Tony, rompiendo el récord de diez galardones que durante 37 años había mantenido Hello, Dolly!. El 20 de abril de 2001 logró otro hito al conseguir vender en un solo día el mayor número de entradas en la historia de Broadway, con una recaudación de más de 3 millones de dólares. La marcha de Lane y Broderick afectó negativamente a la taquilla, así que se decidió su regreso por temporada limitada entre el 30 de diciembre de 2003 y el 4 de abril de 2004. El anuncio de la vuelta de sus dos estrellas originales hizo que el musical volviese a superar su propia marca, ingresando en veinticuatro horas más de tres millones y medio de dólares.

### West End
El estreno londinense tuvo lugar el 9 de noviembre de 2004 en el Theatre Royal, Drury Lane del West End, donde permaneció en cartel hasta el 6 de enero de 2007. El papel de Max Bialystock recayó en Nathan Lane, después de que Richard Dreyfuss fuese despedido solo unos días antes de comenzar las funciones previas por no estar a la altura de las exigencias del espectáculo. El resto del reparto lo completaron Lee Evans como Leo Bloom, Leigh Zimmerman como Ulla, Conleth Hill como Roger De Bris, James Dreyfus como Carmen Ghia y Nicolas Colicos como Franz Liebkind.
Al igual que en Nueva York, el musical fue un éxito de taquilla y recibió críticas positivas, obteniendo tres premios Olivier.

### Argentina
Los productores tuvo su première mundial en idioma español el 28 de marzo de 2005 en el Teatro Lola Membrives de Buenos Aires, con Enrique Pinti como Max Bialystock, Guillermo Francella como Leo Bloom y María Rojí como Ulla. Producida por Pablo Kompel, la versión argentina contó con dirección de Ricky Pashkus, coreografía de Chet Walker, diseño de escenografía de Alberto Negrín, diseño de vestuario de Fabián Luca, diseño de iluminación de Ariel del Mastro, diseño de sonido de Pablo Abal y Emilio Posse, dirección musical de Gerardo Gardelin, traducción del texto de Fernando Masllorens y Federico González del Pino, y adaptación de las canciones del propio Enrique Pinti.
Después de nueve meses de éxito en Buenos Aires, el espectáculo fue transferido al Teatro Auditorium de Mar del Plata, donde se representó entre el 4 de enero y el 5 de marzo de 2006. Como despedida definitiva de los escenarios argentinos, Los productores regresó al Teatro Lola Membrives para realizar una segunda temporada entre el 6 de abril y el 27 de agosto de 2006, superando en total las 400 funciones y siendo visto por más de 250 000 espectadores.

### España
2006
En España se estrenó el 14 de septiembre de 2006 en el Teatro Coliseum de Madrid, con producción de Stage Entertainment y Live Nation, y un equipo creativo internacional formado por B.T. McNicholl en la dirección, Jerry Zaks en la dirección artística, Karen Bruce en la coreografía, Jon Berrondo en el diseño de escenografía, Alejandra Robotti en el diseño de vestuario, Ariel del Mastro en el diseño de iluminación y Gastón Briski en el diseño de sonido. Gina Piccirilli fue la directora residente y Santiago Pérez se puso al frente de la orquesta como director musical. La traducción del libreto corrió a cargo de Carlos Martín, Alfredo Díaz y Raquel Soto, mientras que la adaptación de las letras al castellano fue realizada por Xavier Mateu. En total fue necesaria una inversión de más de 3 millones de euros para poner en marcha el proyecto.
El reparto estuvo liderado por Santiago Segura como Max Bialystock, José Mota como Leo Bloom, Dulcinea Juárez como Ulla, Miguel del Arco como Roger De Bris, Ángel Ruiz como Carmen Ghia y Fernando Albizu como Franz Liebkind.
Los productores permaneció en cartel durante una única temporada, siendo su última función el 6 de mayo de 2007. En un principio estaba previsto continuar con una nueva pareja protagonista una vez terminado el contrato de Segura y Mota, pero debido a que la respuesta del público no fue la esperada, finalmente se decidió echar el cierre.
2023
Entre el 28 de septiembre de 2023 y el 4 de febrero de 2024, un montaje producido por Nostromo Live pudo verse en el Teatre Tívoli de Barcelona con Armando Pita como Max Bialystock, Ricky Mata como Leo Bloom, Mireia Portas como Ulla, Àngel Llàcer como Roger De Bris, Bittor Fernández como Carmen Ghia y José Luis Mosquera como Franz Liebkind. Àngel Llàcer y Enric Cambray fueron los directores de esta propuesta que contó con coreografía de Miryam Benedited y Maria Bossy, dirección musical de Manu Guix y Gerard Alonso, diseño de escenografía de Enric Planas, diseño de vestuario de Marc Udina, diseño de sonido de Roc Mateu y Javier Isequilla, diseño de iluminación de Albert Faura y adaptación al castellano de Marc Gómez.
Tras la despedida de la Ciudad Condal, el espectáculo recaló en el Nuevo Teatro Alcalá de Madrid entre el 7 de marzo y el 19 de mayo de 2024. En total, esta versión fue vista por más de 150 000 espectadores durante las 222 funciones que se llevaron a cabo.

### México
La productora OCESA presentó el musical entre el 13 de diciembre de 2006 y el 28 de octubre de 2007 en el Centro Cultural de Ciudad de México, protagonizado por Pedro Armendáriz y Alejandro Calva como Max Bialystock, Juan Manuel Bernal y Adal Ramones como Leo Bloom, y Natalia Sosa como Ulla. El equipo creativo lo formaron James Kelly en la dirección y coreografía, Isaac Saúl en la dirección musical, Laura Rode en el diseño de escenografía, Violeta Rojas en el diseño de vestuario, Nicholas Phillips en el diseño de iluminación, Isaías Jáuregui en el diseño de sonido y Álvaro Cerviño en la adaptación al español.

### Otras producciones
Los productores se ha representado en países como Alemania, Argentina, Australia, Austria, Bélgica, Brasil, Canadá, Corea del Sur, Dinamarca, Eslovaquia, España, Estados Unidos, Finlandia, Francia, Grecia, Hungría, Irlanda, Israel, Italia, Japón, México, Noruega, Nueva Zelanda, Países Bajos, Panamá, Reino Unido, República Checa, Rusia, Serbia, Suecia o Venezuela, y ha sido traducido a multitud de idiomas.
La primera gira nacional por Estados Unidos (Max Company) arrancó el 10 de septiembre de 2002 en Pittsburgh, Pensilvania, con Lewis J. Stadlen como Max Bialystock, Don Stephenson como Leo Bloom y Angie Schworer como Ulla, y finalizó el 30 de enero de 2005 de nuevo en Pittsburgh. Una segunda gira (Leo Company) protagonizada por Brad Oscar como Max Bialystock, Andy Taylor como Leo Bloom y Ida Leigh como Ulla estuvo en la carretera entre el 17 de junio de 2003 y el 26 de junio de 2005, para después realizar una temporada limitada en Japón en julio de 2005. Entre las dos producciones, la recaudación total superó los 222 millones de dólares.
Del 2 de mayo de 2003 al 4 de enero de 2004, Jason Alexander y Martin Short interpretaron a Max Bialystock y Leo Bloom respectivamente durante la estancia del primer tour estadounidense en el Pantages Theatre de Los Ángeles, tras haberse incorporado a la compañía una semana antes en el Orpheum Theatre de San Francisco.
Los productores volvió a crear controversia en 2006 con el estreno de la adaptación hebrea en el Cameri Theatre de Tel Aviv, Israel, a pesar de que algunos elementos del libreto fueron modificados para evitar ofender a un público especialmente sensibilizado con el Holocausto.
Un montaje reducido de 90 minutos pudo verse en el hotel Paris de Las Vegas entre el 9 de febrero de 2007 y el 9 de febrero de 2008, con Brad Oscar de nuevo como Max Bialystock, Larry Raben como Leo Bloom, Leigh Zimmerman como Ulla y David Hasselhoff como Roger De Bris.
A raíz del éxito en Londres, Los productores salió de gira por Reino Unido con un reparto encabezado por Cory English como Max Bialystock, Gordon Sinclair como Leo Bloom y Emma Jayne Appleyard como Ulla. El tour arrancó el 19 de febrero de 2007 en el Palace Theatre de Mánchester y recorrió el país durante un año.
El mismo equipo que había llevado el musical a Argentina estuvo a cargo de la versión brasileña, que debutó el 15 de septiembre de 2007 en el Tom Brasil de São Paulo, con Miguel Falabella como Max Bialystock, Vladimir Brichta como Leo Bloom y Juliana Paes como Ulla.
Entre el 12 de abril y el 11 de mayo de 2008, Armando Cabrera (Max Bialystock), Roque Valero (Leo Bloom) y Fabiola Colmenares (Ulla) protagonizaron una puesta en escena en el Aula Magna de la UCV de Caracas, Venezuela, bajo la dirección de Michel Hausmann.
En Panamá se representó entre el 7 de octubre y el 1 de noviembre de 2009 en el Teatro en Círculo de la capital, dirigido por Edwin Cedeño y con un elenco liderado por Aaron Zebede como Max Bialystock, Leo Almengor como Leo Bloom y Analía Núñez como Ulla.
Entre el 27 de julio y el 29 de julio de 2012, un montaje en el Hollywood Bowl de Los Ángeles volvió a reunir a los miembros de la compañía original de Broadway Gary Beach y Roger Bart como Roger De Bris y Carmen Ghia respectivamente, acompañados de Richard Kind como Max Bialystock, Jesse Tyler Ferguson como Leo Bloom, Rebecca Romijn como Ulla y Dane Cook como Franz Liebkind.
Una nueva gira por Reino Unido e Irlanda dio comienzo el 6 de marzo de 2015 en el Churchill Theatre de Bromley y concluyó el 11 de julio de ese mismo año en el Bord Gáis Energy Theatre de Dublín, con Cory English como Max Bialystock, Jason Manford como Leo Bloom y Tiffany Graves como Ulla.

## Adaptación cinematográfica
En 2005, Los productores fue adaptado a la gran pantalla por Universal y Columbia Pictures. En Estados Unidos se estrenó el 16 de diciembre de 2005 y recibió críticas divididas. Al igual que la versión teatral, la película fue dirigida por Susan Stroman y contó con varios de los actores que habían formado parte del reparto original de Broadway, incluyendo a Nathan Lane como Max Bialystock, Matthew Broderick como Leo Bloom, Gary Beach como Roger De Bris y Roger Bart como Carmen Ghia. A ellos se les unieron Uma Thurman y Will Ferrell como Ulla y Franz Liebkind respectivamente. Brad Oscar, quien no puedo repetir su rol de Franz Liebkind porque cuando se rodó la adaptación cinematográfica se encontraba en Broadway interpretando a Max Bialystock, realizó un pequeño cameo como conductor de un taxi.
Las canciones «The King of Broadway», «In Old Bavaria», y «Where Did We Go Right?» fueron suprimidas en la película, aunque «The King of Broadway» y «In Old Bavaria» aparecen como escenas eliminadas en la edición en DVD. En su lugar, dos temas originales titulados «You'll Find Your Happiness in Rio» y «There's Nothing Like a Show on Broadway» fueron escritos especialmente para la versión cinematográfica. Como curiosidad, en el doblaje español, el actor Santiago Segura prestó su voz al personaje de Nathan Lane, meses antes de interpretarlo en la producción de Madrid.

## Números musicales
| Acto I                                     |                                        |
| Título original                            | Título en España (2006)                |
| «Overture»                                 | «Obertura»                             |
| «Opening Night»                            | «Van a estrenar»                       |
| «The King of Broadway»                     | «El rey de Broadway»                   |
| «We Can Do It»                             | «Es posible»                           |
| «I Wanna Be a Producer»                    | «Ser productor es mi sueño»            |
| «We Can Do It (Reprise)»                   | «Es posible (Reprise)»                 |
| «In Old Bavaria»                           | «En mi Bavaria»                        |
| «Der Guten Tag Hop-Clop»                   | «Der Guten Tag Hop-Clop»               |
| «Keep It Gay»                              | «Hazlo gay»                            |
| «When You Got It, Flaunt It»               | «Si estás buena, luce»                 |
| «Along Came Bialy»                         | «Llegó el buen Bialy»                  |
| «Act 1 Finale»                             | «Final Acto I»                         |
| Acto II                                    |                                        |
| Título original                            | Título en España (2006)                |
| «That Face»                                | «La vi»                                |
| «Haben Sie Gehört Das Deutsche Band?»      | «Haben Sie Gehört Das Deutsche Band?»  |
| «Opening Night (Reprise)»                  | «Van a estrenar (Reprise)»             |
| «You Never Say Good Luck on Opening Night» | «Nunca digas buena suerte al estrenar» |
| «Springtime for Hitler»                    | «Primavera para Hitler»                |
| «Where Did We Go Right?»                   | «¿Qué hemos hecho bien?»               |
| «Betrayed»                                 | «Traición»                             |
| «'Til Him»                                 | «Hasta él»                             |
| «Prisoners of Love»                        | «Presos de amor»                       |
| «Prisoners of Love (Reprise)»              | «Presos de amor (Reprise)»             |
| «Leo and Max»                              | «Leo y Max»                            |
| «Goodbye!»                                 | «¡Adiós!»                              |

## Repartos originales
| Personaje      | Broadway (2001)   | West End (2004) | Argentina (2005)    | España (2006)   | México (2006)                    | España (2023)      |
| Max Bialystock | Nathan Lane       | Nathan Lane     | Enrique Pinti       | Santiago Segura | Pedro Armendáriz Alejandro Calva | Armando Pita       |
| Leo Bloom      | Matthew Broderick | Lee Evans       | Guillermo Francella | José Mota       | Juan Manuel Bernal Adal Ramones  | Ricky Mata         |
| Ulla           | Cady Huffman      | Leigh Zimmerman | María Rojí          | Dulcinea Juárez | Natalia Sosa                     | Mireia Portas      |
| Roger De Bris  | Gary Beach        | Conleth Hill    | Jorge Priano        | Miguel del Arco | Alejandro Calva Iván Caraza      | Àngel Llàcer       |
| Carmen Ghia    | Roger Bart        | James Dreyfus   | Miguel Brandan      | Ángel Ruiz      | José Luis Rodríguez              | Bittor Fernández   |
| Franz Liebkind | Brad Oscar        | Nicolas Colicos | Pablo Sultani       | Fernando Albizu | Iván Caraza Federico Di Lorenzo  | José Luis Mosquera |

## Cultura popular
La cuarta temporada de la serie de televisión Larry David es una parodia de Los productores en forma de metareferencia. En ella, Mel Brooks ofrece a David y a Ben Stiller protagonizar el musical como Max Bialystock y Leo Bloom respectivamente, aunque tras una pelea entre los dos actores, Stiller es reemplazado por David Schwimmer. El argumento da un giro inesperado cuando la noche del estreno David olvida su texto y está a punto de echar a perder la función, pero finalmente consigue salir airoso a base de improvisación. Más tarde se revela que Brooks contrató a David a propósito, esperando que hiciese mal su personaje y provocase el cierre del espectáculo, «liberándolo» de su éxito. Brooks es visto en el bar del teatro con su esposa en la vida real, Anne Bancroft, riéndose de lo mal actor que es David y celebrando que no van a tener que asistir a una première de Los productores nunca más. Sin embargo, David se convierte en una sensación y Brooks y Bancroft se marchan murmurando «no way out», tal y como hace Leo en la canción «Where Did We Go Right?». La propia Cady Huffman también aparece interpretándose a sí misma y repitiendo su papel de Ulla.

## Grabaciones
Existen varios álbumes interpretados en sus respectivos idiomas por los elencos de Broadway (2001), Hungría (2006), Italia (2006) y Austria (2008). A pesar de haberse representado en varios países de habla hispana, no se ha editado ninguna grabación en español.

## Premios y nominaciones
En la edición de los Tony de 2001, Los productores se alzó con doce de los quince premios a los que optaba, estableciendo un nuevo récord y convirtiéndose en uno de los pocos musicales en ganar en cada categoría en la que estaba nominado (recibió dos nominaciones al mejor actor principal y tres al mejor actor de reparto). En 2009, Billy Elliot empató con Los productores como el espectáculo más nominado en la historia de los Tony, récord que en la actualidad ostenta Hamilton con dieciséis candidaturas.

### Producción original de Broadway
| Año  | Premio                               | Categoría                             | Nominado                      | Resultado |
| ---- | ------------------------------------ | ------------------------------------- | ----------------------------- | --------- |
| 2001 | Tony Award                           | Mejor musical                         | Mejor musical                 | Ganador   |
| 2001 | Tony Award                           | Mejor libreto de un musical           | Mel Brooks, Thomas Meehan     | Ganadores |
| 2001 | Tony Award                           | Mejor música original                 | Mel Brooks                    | Ganador   |
| 2001 | Tony Award                           | Mejor actor principal en un musical   | Nathan Lane                   | Ganador   |
| 2001 | Tony Award                           | Mejor actor principal en un musical   | Matthew Broderick             | Nominado  |
| 2001 | Tony Award                           | Mejor actor de reparto en un musical  | Gary Beach                    | Ganador   |
| 2001 | Tony Award                           | Mejor actor de reparto en un musical  | Roger Bart                    | Nominado  |
| 2001 | Tony Award                           | Mejor actor de reparto en un musical  | Brad Oscar                    | Nominado  |
| 2001 | Tony Award                           | Mejor actriz de reparto en un musical | Cady Huffman                  | Ganadora  |
| 2001 | Tony Award                           | Mejor dirección en un musical         | Susan Stroman                 | Ganadora  |
| 2001 | Tony Award                           | Mejor coreografía                     | Susan Stroman                 | Ganadora  |
| 2001 | Tony Award                           | Mejores orquestaciones                | Doug Besterman                | Ganador   |
| 2001 | Tony Award                           | Mejor diseño de escenografía          | Robin Wagner                  | Ganador   |
| 2001 | Tony Award                           | Mejor diseño de vestuario             | William Ivey Long             | Ganador   |
| 2001 | Tony Award                           | Mejor diseño de iluminación           | Peter Kaczorowski             | Ganador   |
| 2001 | Drama Desk Award                     | Mejor musical                         | Mejor musical                 | Ganador   |
| 2001 | Drama Desk Award                     | Mejor libreto de un musical           | Mel Brooks, Thomas Meehan     | Ganadores |
| 2001 | Drama Desk Award                     | Mejor actor en un musical             | Nathan Lane                   | Ganador   |
| 2001 | Drama Desk Award                     | Mejor actor en un musical             | Matthew Broderick             | Nominado  |
| 2001 | Drama Desk Award                     | Mejor actor de reparto en un musical  | Gary Beach                    | Ganador   |
| 2001 | Drama Desk Award                     | Mejor actor de reparto en un musical  | Roger Bart                    | Nominado  |
| 2001 | Drama Desk Award                     | Mejor actriz de reparto en un musical | Cady Huffman                  | Ganadora  |
| 2001 | Drama Desk Award                     | Mejor dirección en un musical         | Susan Stroman                 | Ganadora  |
| 2001 | Drama Desk Award                     | Mejor coreografía                     | Susan Stroman                 | Ganadora  |
| 2001 | Drama Desk Award                     | Mejores orquestaciones                | Doug Besterman                | Ganador   |
| 2001 | Drama Desk Award                     | Mejores letras                        | Mel Brooks                    | Ganador   |
| 2001 | Drama Desk Award                     | Mejor diseño de escenografía          | Robin Wagner                  | Ganador   |
| 2001 | Drama Desk Award                     | Mejor diseño de vestuario             | William Ivey Long             | Ganador   |
| 2001 | Drama Desk Award                     | Mejor diseño de iluminación           | Peter Kaczorowski             | Nominado  |
| 2001 | New York Drama Critics' Circle Award | Mejor musical                         | Mejor musical                 | Ganador   |
| 2002 | Grammy Award                         | Mejor álbum de teatro musical         | Mejor álbum de teatro musical | Ganador   |

### Producción original del West End
| Año  | Premio        | Categoría                                 | Nominado            | Resultado |
| ---- | ------------- | ----------------------------------------- | ------------------- | --------- |
| 2005 | Olivier Award | Mejor musical nuevo                       | Mejor musical nuevo | Ganador   |
| 2005 | Olivier Award | Mejor actor en un musical                 | Nathan Lane         | Ganador   |
| 2005 | Olivier Award | Mejor actor en un musical                 | Lee Evans           | Nominado  |
| 2005 | Olivier Award | Mejor actriz en un musical                | Leigh Zimmerman     | Nominada  |
| 2005 | Olivier Award | Mejor intérprete de reparto en un musical | Conleth Hill        | Ganador   |
| 2005 | Olivier Award | Mejor dirección                           | Susan Stroman       | Nominada  |
| 2005 | Olivier Award | Mejor coreografía                         | Susan Stroman       | Nominada  |
| 2005 | Olivier Award | Mejor diseño de vestuario                 | William Ivey Long   | Nominado  |

### Producción original española
| 2007 | Premio del Teatro Musical |                                   |                       |          |
| 2007 | Premio del Teatro Musical | Mejor actor de reparto            | Miguel del Arco       | Ganador  |
| 2007 | Premio del Teatro Musical | Mejor cover o alternante femenina | Marta Capel           | Nominada |
| 2007 | Premio del Teatro Musical | Mejor cuerpo de baile             | Mejor cuerpo de baile | Nominado |
| 2007 | Premio del Teatro Musical | Actriz revelación                 | Freia Canals          | Nominada |

### Producción española de 2023
| Año  | Premio                    | Categoría                   | Nominado                    | Resultado |
| ---- | ------------------------- | --------------------------- | --------------------------- | --------- |
| 2024 | Premio del Teatro Musical | Mejor musical               | Mejor musical               | Nominado  |
| 2024 | Premio del Teatro Musical | Mejor dirección de escena   | Àngel Llàcer, Enric Cambray | Nominados |
| 2024 | Premio del Teatro Musical | Mejor dirección musical     | Manu Guix, Gerard Alonso    | Nominados |
| 2024 | Premio del Teatro Musical | Mejor coreografía           | Miryam Benedited            | Nominada  |
| 2024 | Premio del Teatro Musical | Mejor escenografía          | Enric Planas                | Nominado  |
| 2024 | Premio del Teatro Musical | Mejor diseño de iluminación | Albert Faura                | Nominado  |
| 2024 | Premio del Teatro Musical | Mejor diseño de sonido      | Roc Mateu, Javier Isequilla | Nominados |
| 2024 | Premio del Teatro Musical | Mejor caracterización       | Helena Fenoy                | Nominada  |
| 2024 | Premio del Teatro Musical | Mejor figurinista           | Marc Udina                  | Nominado  |
| 2024 | Premio del Teatro Musical | Mejor actor protagonista    | Armando Pita                | Nominado  |
| 2024 | Premio del Teatro Musical | Mejor actriz de reparto     | Mireia Portas               | Ganadora  |